# 영암 남산리 마봉고분
영암 남산리 마봉고분(靈巖 南山里 馬峰古墳)은 대한민국 전라남도 영암군 미암면 남산리에 있는 고분이다. 2001년 9월 27일 전라남도의 문화재자료 제227호로 지정되었다.

## 개요
마봉고분은 미암면의 남쪽에 있는 월출산 산줄기의 북쪽에 위치하고 있다. 산줄기는 해발 50m 내외까지는 급경사를 이루며 내려오다가 그 이하로는 완만하게 구릉을 이루며 내려오고 있다. 고분은 남쪽에서 북쪽으로 내려오는 구릉 말단의 능선상에 위치하고 있으며 구릉의 동사면에 마을이 들어서 있다.
고분은 최종율씨 집 뒤쪽에 있는데 가옥이 들어선 동쪽과 남쪽은 분구 끝자락이 심하게 깎여나갔다. 분구에는 간이 건물을 비롯한 창고와 물탱크가 들어서 상당히 심하게 훼손되었으며 곳곳에 감나무를 비롯한 유실수가 심어져 있다. 분정에는 직경 3m, 깊이 0.7m 정도의 함몰부가 있는데 주민들이 한국전쟁(6·25전쟁)때 반공호로 판 것이라고 한다.
분정에 서 있는 나무 옆에는 글씨가 마멸된 석비가 세워져 있다. 고분의 평면형태는 원형이며 규모는 현재 직경 27m, 높이 5m에 이르지만 원래는 직경 25m 내외였을 것으로 생각된다. 분구의 남서쪽에 석실의 입구로 추정되는 부분이 노출되어 있는데 구지표보다 약간 위쪽부터 석실이 축조되기 시작한 것으로 판단된다.

## 참고 문헌
- 영암남산리마봉고분 - 국가유산청 국가유산포털